# 恩斯特三世 (布倫瑞克-格魯本哈根)
恩斯特三世（德語：Ernst III. (IV.) von Braunschweig-Grubenhagen-Herzberg，1518年12月17日—1567年4月2日），韋爾夫家族成員，不倫瑞克-格魯本哈根公爵（1551年—1567在位）。

## 生平
恩斯特三世是布倫瑞克-格魯本哈根公爵腓力一世（1476年—1551年）與其第二任妻子曼斯費爾德-沃爾德羅特伯爵夫人卡塔莉娜（1501年—1535年）的長子，卡塔莉娜是恩斯特三世與其第一任妻子奎爾富特的芭芭拉的長女。他的祖父母是布倫瑞克-格魯本哈根公爵阿爾布雷希特二世及其妻子伯爵夫人瓦爾代克的伊麗莎白。
1546年，他與父親和兄弟們一起參與施馬爾卡爾登聯盟在德意志南部的一場戰役，即施馬爾卡爾登戰爭，最終在因哥斯塔特以失敗告終。

## 婚姻與子嗣

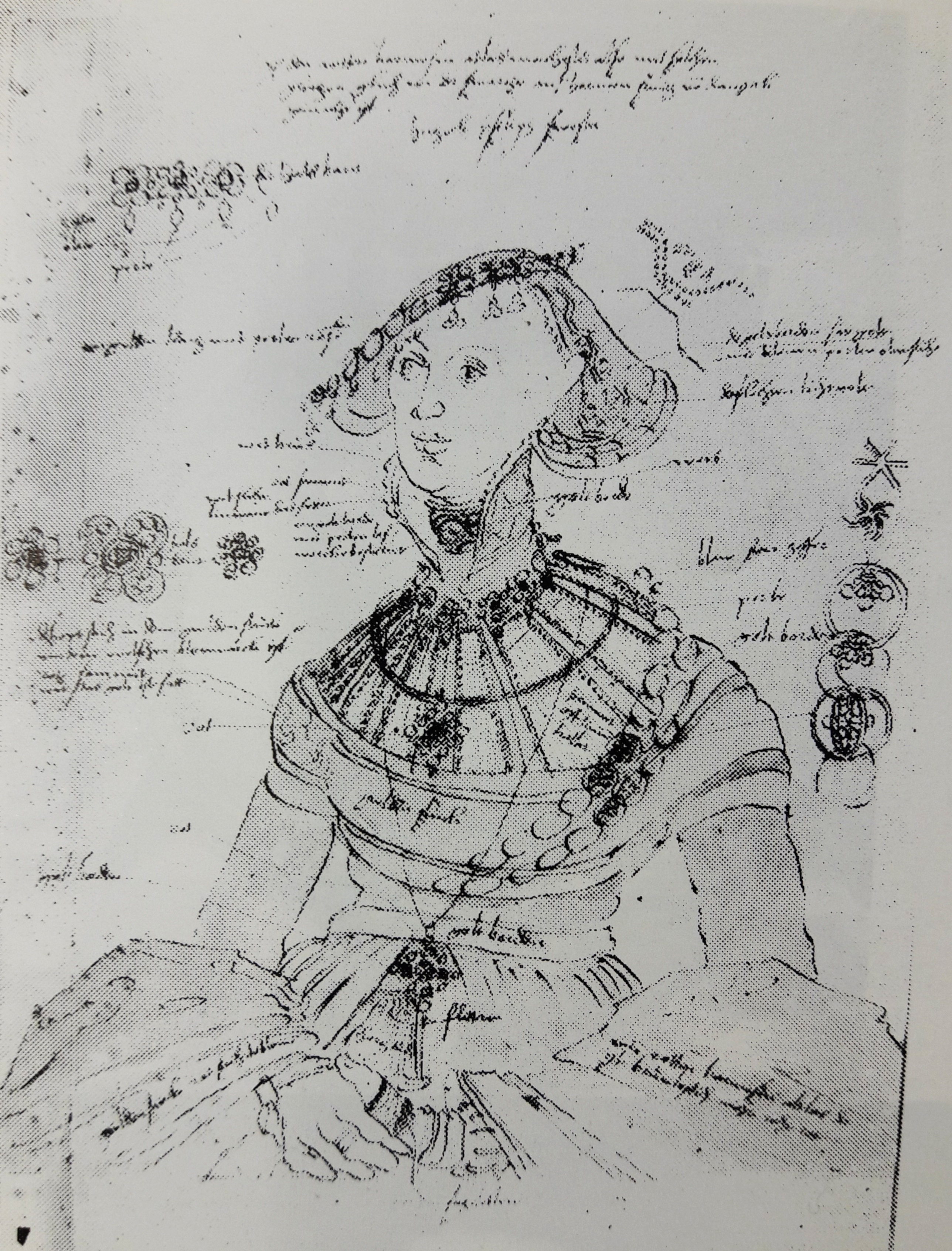
老盧卡斯·克拉納赫作品《波美拉尼亞-沃爾加斯特的瑪格麗特公主（1518年—1569年）》

1547年10月9日，恩斯特三世公爵在沃爾加斯特迎娶波美拉尼亞-沃爾加斯特的瑪格麗特（1518年—1569年）。瑪格麗特公主是波美拉尼亞公爵喬治一世與其第一任妻子普法爾茨公主阿瑪莉亞的長女。這段婚姻中，只有一個女兒成年：
- 伊麗莎白（英语：Elisabeth of Brunswick-Grubenhagen）（1550年4月14日生於薩爾茨德黑爾登；1586年2月11日卒於阿爾斯島的奧斯特霍爾姆），1568年8月嫁給石勒蘇益格-荷爾斯泰因-森訥堡公爵約翰二世（1545年—1622年）[2]。這段婚姻生下14個孩子。

由於恩斯特三世無子，他死後，親王國由其弟沃夫岡繼承。當沃夫岡也無子而逝世時，公國由其最小的弟弟腓力二世繼承。腓力二世去世後，韋爾夫家族的布倫瑞克-格魯本哈根支系斷絕，公國重新併入布倫瑞克-沃爾芬比特爾親王國。